# Vladimír Blüml
Vladimír Blüml (* 15. března 1974) je bývalý český fotbalista, obránce.

## Fotbalová kariéra
V české lize hrál za SK Dynamo České Budějovice a SK Hradec Králové. Nastoupil ve 20 ligových utkáních. Ve druhé lize hrál i za SK Chrudim 1887, 1. FC Brümmer Česká Lípa, SK Tatran Poštorná a FC MUS Most.

## Ligová bilance
| Ročník                          | Zápasy | Góly | Klub                       |
| ------------------------------- | ------ | ---- | -------------------------- |
| 1. česká fotbalová liga 1995/96 | 2      | 0    | SK Dynamo České Budějovice |
| 2. česká fotbalová liga 1995/96 | 23     | 0    | SK Chrudim 1887            |
| 2. česká fotbalová liga 1996/97 | 24     | 2    | 1. FC Brümmer Česká Lípa   |
| 2. česká fotbalová liga 1997/98 | 10     | 0    | 1. FC Brümmer Česká Lípa   |
| Gambrinus liga 1997/98          | 3      | 0    | SK Dynamo České Budějovice |
| 2. česká fotbalová liga 1998/99 | 27     | 0    | SK Tatran Poštorná         |
| 2. česká fotbalová liga 1999/00 | 14     | 2    | SK Tatran Poštorná         |
| Gambrinus liga 1999/00          | 14     | 0    | SK Hradec Králové          |
| 2. česká fotbalová liga 2000/01 | 17     | 1    | SK Hradec Králové          |
| 2. česká fotbalová liga 2001/02 | 6      | 0    | FC MUS Most                |
| Gambrinus liga 2001/02          | 1      | 0    | SK Hradec Králové          |
| CELKEM 1. česká liga            | 20     | 0    |                            |